# Baghat
Baghat var ett furstendöme i Himalayas utlöpare, grundat i slutet av 1400-talet av en hinduisk furste.
Furstendömet befann sig under Brittiska Ostindiska Kompaniet kontroll 1839 - 1842 och 1849 - 1860. Därefter fungerade furstendömet som en brittisk vasallstat fram till den indiska självständigheten 1947. Nu ingår dess territorium i delstaten Himachal Pradesh.